# Grand Prix automobile d'Uruguay
Le Grand Prix automobile d'Uruguay est un Grand Prix de Formule 1 disputé le 23 mars 1952 à Piriápolis. L'épreuve faisait partie des courses hors-championnat du monde.

## Classement de la course
| Pos. | Pilote                  | Voiture             | Tours | Temps/Abandon     | Grille |
| ---- | ----------------------- | ------------------- | ----- | ----------------- | ------ |
| 1    | Juan Manuel Fangio      | Ferrari 166FL       | 65    | 1 h 28 min 15 s 2 | 1      |
| 2    | Chico Landi             | Ferrari 375         | 65    | + 45 s 1          | 2      |
| 3    | Robert Manzon           | Simca-Gordini T15   | 64    | +1 tour           |        |
| 4    | Carlos Menditeguy       | Alfa Romeo 8C-308   | 63    | +2 tours          | 3      |
| 5    | André Simon             | Simca-Gordini T15   | 63    | +2 tours          |        |
| 6    | Maurice Trintignant     | Talbot-Lago T26C    | 62    | +3 tours          |        |
| 7    | Francisco Marques       | Ferrari 125C        | 62    | +3 tours          |        |
| 8    | Jorge Daponte           | Maserati 4CLT       | 60    | +5 tours          |        |
| 9    | Nello Pagani            | Maserati A6GCM      | 58    | +7 tours          |        |
| 10   | Louis Rosier            | Ferrari 375-5       | 57    | +8 tours          |        |
| 11   | Asdrubal Fontes Bayardo | Maserati 4CLT       | 56    | +9 tours          |        |
| Abd. | Froilán González        | Maserati 4CLT       | 19    | -                 |        |
| Abd. | Prince Bira             | Maserati 4CLT       | 6     | -                 |        |
| Abd. | Yves Giraud-Cabantous   | Talbot-Lago T26C    |       | -                 |        |
| Abd. | Eitel Cantoni           | Maserati 4CLT       |       | -                 |        |
| Abd. | Alberto Crespo          | Alfa Romeo Tipo 308 |       | -                 |        |
| Abd. | Danton Bazet            | Maserati            |       | -                 |        |
| Abd. | Onofre Marimon          | Alfa Romeo 8C-308   |       | -                 |        |